# Coniopteryx arcuata
Coniopteryx arcuata är en insektsart som beskrevs av Kis 1965. Coniopteryx arcuata ingår i släktet Coniopteryx och familjen vaxsländor. Inga underarter finns listade i Catalogue of Life.